# Tuddas
Il Tuddas è un fiume di 13 km di Allai (OR).

## Corso del fiume
Nasce a 567 m s.l.m. sulla punta Planedda.
Infine sfocia nell'Araxisi.